# Јасен у Копривни (Модрича)
Јасен у Копривни је примјерак стабла јасена из рода Fraxinus. Јасен се налази у непосредној близини старе сеоске православне цркве Вазнесења Господњег у Копривни. Село Копривна припада општини Модрича у Републици Српској, БиХ.

## Опис добра
Јасен припада листопадним дрвећима. Дрво је здраво упркос претпостављеној старости од преко 300 година. 
Обим стабла износи 5,5 метара и веома је високо. Дрво краси раскошна крошња. Има насправне перасто сложене листове са сезонским гроздастим цвјетовима. Љети дрво креира велики хлад.

## Локација добра
Јасен се налази у мјесту Копривна, тачније у мјесној заједници Копривна Доња, засеок Велика Ријека и то у непосредној близини старе православне сеоске цркве Вазнесења Господњег (Копривна), крај пута.  До јасена и горе поменуте цркве води асфалтиран пут на који се скреће са магистралног пута Модрича – Добој (R465) у близини пружног прелаза Копривна Доња. Пут даље од цркве води до Дуге Њиве. Терен око јасена је раван и окружен је брдима Требаве.